# 올리버 P. 스미스
올리버 프린스 스미스(Oliver Prince Smith, 1893년 10월 26일 – 1977년 12월 25일)는 미국 해병대 4성 장군이자 제2차 세계 대전과 6.25 전쟁에 참전하여 훈장을 받은 전투 베테랑이다. 그는 6.25 전쟁 첫해, 특히 장진호 전투에서 제1해병사단을 지휘한 것으로 가장 잘 알려져 있다. 당시 그는 "퇴각? 지옥이나 가라! 우리는 다른 방향으로 공격하는 것뿐이다."라고 말했다. 이는 일반적으로 "퇴각? 지옥이나 가라! 우리는 퇴각하는 것이 아니라 다른 방향으로 전진하는 것뿐이다."라고 잘못 인용된다. 그는 전투에서 영웅적 행동으로 특별히 칭찬받아 진급하여 4성 장군 계급으로 전역했다.

## 군 경력

### 초기
스미스는 메나드 (텍사스주)에서 태어났다. 그가 7살 때 아버지가 돌아가셨고, 어머니는 북부 캘리포니아로 이사했다. 그는 1911년 산타크루즈 고등학교를 졸업했다. 그는 캘리포니아 대학교 버클리에 다니며 잡다한 일(주로 정원 가꾸기)을 하며 학비를 벌었다. 졸업 후 1917년 해병대 소위로 현역 복무를 시작했다. 스미스는 조용하고 수줍음 많은 크리스천 사이언티스트였다.
다음 달 그는 괌, 마리아나 제도에서 첫 해외 근무를 시작하여 해군 기지의 해병대 병영에서 복무했다. 괌에 있는 동안 당시 소위였던 스미스는 캘리포니아 헤이워드의 에스터 로릴라 킹과 결혼했다. 그들은 58년 동안 결혼 생활을 유지했다. 1919년 5월, 그는 메어섬의 해병대 병영 근무를 위해 미국으로 돌아왔다.
1921년 10월 해상 근무 명령을 받은 스미스 소위는 1924년 5월까지 USS 텍사스 (BB-35)의 해병대 분견대 지휘관으로 복무했다. 그 후 그는 해병대 본부, 워싱턴 D.C.로 전속되어 인사과에서 근무했다.
1928년 6월 해외로 돌아와 아이티 헌병대, 포르토프랭스에 합류하여 참모부 차장을 맡았다. 1931년 6월 해외 복무에서 돌아온 후, 그는 포트 무어, 조지아주에 있는 미국 육군 보병학교의 야전 장교 과정 학생이 되었다. 1932년 6월 졸업 후, 그는 퀀티코의 해병대 학교에서 중대 장교 과정의 교관으로 근무 명령을 받았다. 1933년 9월, 그는 퀀티코의 제7해병연대 (미국)의 작전 부장으로 임명되었다.
스미스는 1934년 1월 프랑스로 항해하여 파리 주재 미국 대사관에 합류하여 미국 해군 무관실에서 근무했다. 1934년 11월부터 1936년 7월까지 파리에 있는 동안 그는 고등 전쟁학교에 입학한 최초의 해병대 장교가 되었다.
1936년 8월 미국으로 돌아온 그는 퀀티코의 해병대 학교 참모진에 합류하여 S-3과(작전 및 훈련)의 교관을 맡았다. 이 시기 동안 그는 "교수"라는 별명을 얻었고, 지식인으로서의 명성을 얻었으며, 상륙전에 대한 전문가로 인정받았다.
스미스는 1939년 7월 서부 해안으로 전근하여 함대 해병대에 합류하여 샌디에고, 캘리포니아주 해병대 기지에서 작전 장교를 맡았다.
이듬해 6월, 그는 제1대대, 제6해병대의 지휘관이 되었고, 1941년 5월에는 제6해병연대와 함께 아이슬란드로 항해하여 1942년 3월 미국으로 돌아올 때까지 그곳에 머물렀다.

### 제2차 세계 대전
1942년 5월, 스미스는 워싱턴 D.C.의 해병대 본부로 명령받아 계획 및 정책 부서의 집행관이 되었다. 그는 1944년 1월까지 이 직책을 유지하다가 뉴브리튼섬에서 제1해병사단 (미국)에 합류했다. 그곳에서 그는 제5해병연대의 지휘를 맡았고, 이어서 케이프 글로스터 작전의 탈라세아 단계에서 연대를 이끌었다.
1944년 4월, 그는 제1해병사단의 부사단장으로 임명되었고, 1944년 9월과 10월에 걸쳐 펠렐리우 작전에서 일본군에 대항하는 작전에 참여했다.
스미스는 1944년 11월 제10군의 해병대 부참모장이 되었고, 1945년 4월부터 6월까지 오키나와 전투에 참여했다.
1945년 7월, 그는 미국으로 돌아와 퀀티코의 해병대 학교 사령관이 되었고, 1948년 1월에는 학교 직무 외에 퀀티코 해병대 병영의 사령관으로 임명되었다. 3개월 후, 그는 해병대 부사령관 겸 워싱턴 D.C. 해병대 본부 참모장이 되었다. 그곳에서 그는 미국 해병대 전문 저널인 해병대 가제트의 편집장을 역임했다.

### 6.25 전쟁

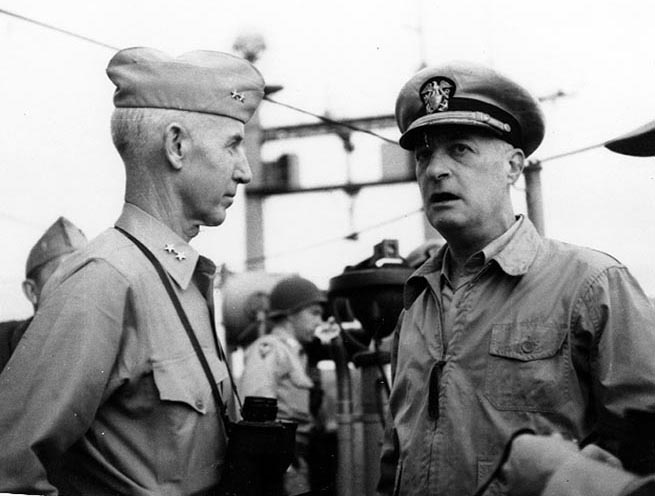
인천 상륙 작전 직전, USS 마운트 맥킨리 (AGC-7)에서 제임스 H. 도일 미 해군 중장(우)과 올리버 P. 스미스 소장(좌)이 회담하고 있다.

1950년 6월, 제1해병사단의 사령관으로 임명된 올리버 P. 스미스 소장은 인천에서의 늦여름 공격부터 장진호까지 영하의 겨울 북진에 이르기까지 6.25 전쟁의 혹독한 전역을 그의 사단을 이끌었다.
1950년 10월, 제1해병사단은 에드워드 알몬드가 지휘하는 육군 제10군단의 지휘 아래 한국 동부의 원산시에 상륙했다. 알몬드와 스미스는 인천 상륙 전 일본에서 만난 이후로 서로에 대한 상호 혐오감을 가지고 있었다. 그 만남에서 알몬드는 한 번도 계획하거나 참여한 적이 없는 상륙 작전이 얼마나 쉬운지에 대해 이야기했으며, 스미스보다 불과 10개월 많았음에도 불구하고 스미스를 아들이라고 불렀다. 스미스와 해병대 지휘부는 또한 알몬드가 너무 공격적이라고 느꼈고, 도쿄의 상위 사령부가 북한에 대규모 중국군이 없다고 말했음에도 불구하고 북한에 대규모 중국군이 존재한다고 확신했다. 가능한 한 빨리 압록강으로 북진하라는 명령을 받았음에도 불구하고, 스미스는 거의 불복종에 가까울 정도로 사단의 진격을 계속 늦췄다. 또한 그는 길을 따라 보급 지점과 비행장을 건설했다.
1950년 11월, 제1해병사단이 장진호에 포위되자, 그는 돌파와 이어진 70 마일 (110 km) 행군을 흥남구역 항구로 지휘했다. 결국 그의 신중한 북진과 사단을 하나로 유지하는 능력은 사단을 — 그리고 아마도 전체 제10군단까지 — 전멸에서 구했다.

### 전쟁 이후
스미스 장군은 1951년 5월 미국으로 돌아와 캠프 펜들턴 사령관으로 임명되었다.
1953년 7월, 그는 중장으로 진급했고, 1955년 9월 1일 장군 계급으로 전역할 때까지 함대 해병대 사령관으로서 마지막 직무를 수행했다.
스미스는 1977년 12월 25일 로스앨토스 (캘리포니아주)에서 사망했다.

## 서훈
|                                         |               |             |                                         |
|                                         | V · Gold star | V           |                                         |
| Bronze star · Bronze star · Bronze star |               |             |                                         |
| Bronze star                             |               |             | Bronze star · Bronze star · Bronze star |
|                                         |               | Silver star |                                         |
|                                         | Silver star   |             |                                         |

| 1열 | 수훈십자장                           | 수훈십자장                           | 수훈십자장                           | 수훈십자장                            | 해군 수훈장                           | 해군 수훈장                           | 해군 수훈장                                | 해군 수훈장                                | 육군 수훈장                                | 육군 수훈장                                        | 육군 수훈장                                        | 육군 수훈장                                        |
| 2열 | 은성훈장                             | 은성훈장                             | 은성훈장                             | 전투 "V" 및 금색 수훈성이 있는 훈공장 | 전투 "V" 및 금색 수훈성이 있는 훈공장 | 전투 "V" 및 금색 수훈성이 있는 훈공장 | 전투 "V"가 있는 동성훈장                   | 전투 "V"가 있는 동성훈장                   | 전투 "V"가 있는 동성훈장                   | 에어 메달                                          | 에어 메달                                          | 에어 메달                                          |
| 3열 | 해군 대통령 부대 표창 3개 수훈성     | 해군 대통령 부대 표창 3개 수훈성     | 해군 대통령 부대 표창 3개 수훈성     | 해군 부대 표창                        | 해군 부대 표창                        | 해군 부대 표창                        | 해병대 원정 메달                           | 해병대 원정 메달                           | 해병대 원정 메달                           | 제1차 세계 대전 전승 메달                          | 제1차 세계 대전 전승 메달                          | 제1차 세계 대전 전승 메달                          |
| 4열 | 기본 버클이 있는 미국 방어 근무 메달 | 기본 버클이 있는 미국 방어 근무 메달 | 기본 버클이 있는 미국 방어 근무 메달 | 미국 전역 메달                        | 미국 전역 메달                        | 미국 전역 메달                        | 유럽-아프리카-중동 전역 메달               | 유럽-아프리카-중동 전역 메달               | 유럽-아프리카-중동 전역 메달               | 3개 3/16인치 근속별이 있는 아시아-태평양 전역 메달 | 3개 3/16인치 근속별이 있는 아시아-태평양 전역 메달 | 3개 3/16인치 근속별이 있는 아시아-태평양 전역 메달 |
| 5열 | 제2차 세계 대전 전승 메달            | 제2차 세계 대전 전승 메달            | 제2차 세계 대전 전승 메달            | 국방 근무 메달                        | 국방 근무 메달                        | 국방 근무 메달                        | 은색 3/16인치 근속별이 있는 한국 근무 메달 | 은색 3/16인치 근속별이 있는 한국 근무 메달 | 은색 3/16인치 근속별이 있는 한국 근무 메달 | 졸업장이 있는 아이티 수훈장                        | 졸업장이 있는 아이티 수훈장                        | 졸업장이 있는 아이티 수훈장                        |
| 6열 | 오라녜나사우 훈장, 사령관 등급       | 오라녜나사우 훈장, 사령관 등급       | 오라녜나사우 훈장, 사령관 등급       | 은성 무공훈장 통일장                  | 은성 무공훈장 통일장                  | 은성 무공훈장 통일장                  | 대한민국 대통령 부대 표창                  | 대한민국 대통령 부대 표창                  | 대한민국 대통령 부대 표창                  | 유엔 한국 근무 메달                                | 유엔 한국 근무 메달                                | 유엔 한국 근무 메달                                |

### 수훈십자장 표창
표창:
미국 대통령은 1918년 7월 9일 승인된 의회 법률 조항에 의거하여, 1950년 11월 29일부터 12월 4일까지 한국 장진호 인근에서 유엔의 무장 적군에 대항하는 군사 작전에서 제1해병사단(증강) 사령관으로 복무하며 특별한 영웅적 행위를 보여준 올리버 P. 스미스 소장(MCSN: 0–920) 미국 해병대에게 수훈십자장을 수여하는 것을 기쁘게 생각한다. 스미스 소장의 리더십은 장진호 지역 돌파에 실질적으로 기여했으며, 이는 군 복무의 최고 전통에 부합한다.

### 은성훈장 표창
표창:
미국 대통령은 1918년 7월 9일 의회 법률에 의거하여, 1950년 9월 15일부터 9월 21일까지 인천-서울 작전에서 유엔군 제1해병사단(증강) 사령관으로서 적 침략군에 대항하여 뛰어난 용맹과 무모함을 보인 올리버 P. 스미스 소장(MCSN: 0–920) 미국 해병대에게 은성훈장(육군 포상)을 수여하는 것을 기쁘게 생각한다. 그의 행동은 이 작전의 성공에 실질적으로 기여했으며, 이는 군 복무의 최고 전통에 부합한다.

## 같이 보기
- 장진호 전투

## 내용주
1. ↑  “Significant Quotations during the Korean War”. Marine Corps University. 2023년 8월 29일에 확인함.
2. ↑  “Retreat of the 20,000”. Time Magazine. 1950년 12월 18일. 2009년 7월 6일에 원본 문서에서 보존된 문서.
3. ↑  USMC.
4. ↑  Grasso, Allen. “Old timer keeps tabs on past.” Cabrillo Times and Green Sheet. 1977-04-21.
5. ↑  Russ 1999, 51쪽; Ricks 2012, 150–151쪽.
6. ↑  For Country and Corps: The life of General Oliver P. Smith, Gail B. Shisler, Naval Institute Press, 2009
7. ↑  Hammel Chosin, p. 214.
8. ↑  Halberstam 2007, 428쪽.
9. ↑  Halberstam 2007, 429쪽.
10. ↑  Halberstam 2007, 430쪽.
11. 1 2  “Oliver P. Smith”. 《밀리터리 타임즈》.

### 서적
- Fehrenbach, T. R. (1963). 《This Kind of War》. Dulles, Virginia: Brassey's. ISBN 1-57488-259-7.
- Halberstam, David (2007). 《The Coldest Winter – America and the Korean War》. New York: Hyperion. ISBN 978-1-4013-0052-4.
- Hastings, Max (2007). 《Retribution – The Battle for Japan, 1944-45》. New York: Alfred A. Knopf. ISBN 978-0-307-26351-3.
- Ricks, Thomas E. (2012). 《The generals : American military command from World War II to today》. New York: Penguin Press. ISBN 9781594204043. OCLC 934814295.
- Russ, Martin (1999). 《"Breakout" – The Chosin Reservoir Campaign, Korea, 1950》. Penguin Books. ISBN 0-14-029259-4.
- Shisler, Gail (2009). 《For Country and Corps: The Life of General Oliver P. Smith》. Naval Institute Press. ISBN 978-1-59114-826-5.
- Sides, Hampton (2018). 《On Desperate Ground: The Marines at The Reservoir, the Korean War's Greatest Battle》. Doubleday. ISBN 9780385541152.

### 웹
- “General Oliver P. Smith, USMC”. 《해병대 역사 인물》. 미국 해병대 역사과. 2011년 5월 16일에 원본 문서에서 보존된 문서. 2007년 12월 1일에 확인함.
- “KWCC Biography – Smith”. 《한국전쟁 기념》. 미 육군. 2007년 2월 8일에 원본 문서에서 보존된 문서. 2006년 12월 16일에 확인함.

## 더 읽어보기
- Clifton La Bree (2001). 《The Gentle Warrior: General Oliver Prince Smith, USMC》. Kent, Ohio: Kent State University Press. ISBN 0-87338-686-8.

- Gail B. Shisler (2009). 《For Country and Corps: The Life of General Oliver P. Smith》. Annapolis, Maryland: Naval Institute Press. ISBN 978-1-59114-826-5. 2013년 4월 16일에 원본 문서에서 보존된 문서.